# Gert Jan Timmerman
Gert Jan Timmerman (ur. 15 kwietnia 1956) – holenderski szachista, XV mistrz świata w szachach korespondencyjnych.

## Kariera szachowa
Zasady gry w szachy poznał stosunkowo późno, w wieku 18 lat. Do swoich sukcesów w grze turniejowej zaliczyć może udział w roku 1981 w finale mistrzostw Holandii oraz zwycięstwo w mistrzostwach Rotterdamu w roku 1985. W tym samym roku otrzymał tytuł mistrza FIDE.
Zdecydowanie większe sukcesy odniósł w rozgrywkach korespondencyjnych, w których bierze udział od roku 1975. W latach 1982 i 1984 dwukrotnie zdobył tytuły mistrza kraju, natomiast w roku 1986 otrzymał tytuł arcymistrza gry korespondencyjnej. Największy sukces w karierze odniósł w roku 2002 zwyciężając w trwającym od roku 1996 XV finale indywidualnych mistrzostw świata. W latach 2001–2004 brał udział w jubileuszowym turnieju z okazji 50. rocznicy powstania Międzynarodowej Federacji Szachowej Gry Korespondencyjnej (ang. ICCF 50 years World Champions Jubilee Tournament) z udziałem dziewięciu mistrzów świata, w którym zajął III miejsce.
Na liście rankingowej ICCF w październiku 2006 r. posiadał 2700 punktów i zajmował 9. miejsce na świecie.